# Station Ostrołęka Północna Wąskotorowa
Station Ostrołęka Północna Wąskotorowa is een spoorwegstation in de Poolse plaats Ostrołęka.